# Acrotylus innotatus
Acrotylus innotatus är en insektsart som beskrevs av Boris Petrovich Uvarov 1933. Acrotylus innotatus ingår i släktet Acrotylus och familjen gräshoppor. Inga underarter finns listade i Catalogue of Life.